# سیارک ۲۷۱۶
سیارک ۲۷۱۶ (به انگلیسی: 2716 Tuulikki، نامگذاری:1939TM) دو هزار و هفتصد و شانزدهمین سیارک کشف شده‌است که در ۷ اکتبر ۱۹۳۹ کشف شد.
قدر مطلق سیارک برابر ۱۳٫۳۰ است.